# Trachyaphthona latispina
Trachyaphthona latispina là một loài bọ cánh cứng trong họ Chrysomelidae. Loài này được Wang miêu tả khoa học năm 1990.